# Holczynowski
Holczynowski vel Holzanowski, Holznowski – herb szlachecki, odmiana Kopacza.

## Opis herbu
W polu czerwonym czarne skrzydło na złotej stopie orlej. Nad hełmem w koronie trzy pióra strusie: złote, czarne i czerwone.
Herb rodziny polskiego pochodzenia z Holczanowa na Śląsku.